# Подводные земледельцы
«Подводные земледельцы» — фантастический роман известного русского советского писателя-фантаста Александра Беляева. Роман был впервые опубликован в 1930 году.

## История
Александр Беляев в декабре 1928 года переехал из Москвы в Ленинград, где прожил до начала 1930 года. Здесь Беляев впервые занимался только литературой и уже не служил. За этот короткий промежуток он написал «Властелин мира», «Подводные земледельцы», «Чудесный глаз» и несколько рассказов из серии «Изобретения профессора Вагнера» («Хойти-Тойти»), которые печатались, в основном, в московских издательствах. В «Подводных земледельцах» явственно присутствуют элементы фантастики «ближнего прицела» и идеологические моменты того времени.

## Сюжет
Группа энтузиастов на Дальнем Востоке решила организовать подводное хозяйство для более эффективного использования богатств океана и получения валюты для страны. С помощью инженера из Ленинграда, где советские учёные изобрели аккумулятор «со спичечный коробок», обладающий огромной ёмкостью, они смогли воплотить эту мечту. На основе миниатюрного аккумулятора Гузик сделал специальные водолазные костюмы, в которых кислород получался путём электролиза океанской воды. Они позволяли находиться длительное время под водой. Из корпуса потопленного японского корабля был сделан купол подводного жилища, которое внутри сохраняло комфорт деревянного сруба, куда и переселились основатели подводного хозяйства. Появились поля, засеянные водорослями, перерабатывающие заводы, подводные тракторы обрабатывали дно океана. Для борьбы с японскими браконьерами в отдалённых частях подводного совхоза были созданы подводные сторожки.
Однако кто-то стал постоянно портить и разрушать посевы. Ванюшка долго пытался найти вредителя и наконец обнаружил вражескую подводную лодку, производящую эти разрушения, но неожиданно попал в плен к японскому купцу, промышлявшему браконьерством в советских водах. Благодаря японскому шофёру-коммунисту и сочувствующим работникам Ванюшка смог бежать. Подводная лодка, вновь появившаяся и пытавшаяся уничтожить подводный дом, была захвачена с помощью мощного электромагнита, сконструированного инженером Гузиком. Пленный Таяма сделал харакири, поняв, что его матросы перешли на советскую сторону.

### Особенности сюжета
Сюжет опередил свое время на многие десятилетия вперед. В романе описан особый аппарат, питающийся от мощного аккумулятора «со спичечный коробок», позволяющий передвигаться под водой с большой скоростью. Кроме этого, водолазные костюмы описанные в произведении, которым не нужна подача воздух по шлангам с поверхности, стали предтечей современных аквалангов разработанных в середине XX века Жаком Ивом Кусто. Так же в конце ХХ, начале XXI веков были высказаны предположения что массовое выращивание питательных водорослей может спасти мир от голода.

## Персонажи
- Жители подводного совхоза:
  - Ванюшка Топорков — комсомолец-активист
  - Семён Алексеевич Волков — агроном, руководитель подводного хозяйства
  - Пунь — кореянка, кухарка в подводном доме
  - Макар Иванович („Нептун Иванович“) Конобеев — дальневосточный охотник и рыбак
  - Марфа Захаровна — жена Конобеева
  - Микола Гузик — инженер-электрик
- Цзи Цзы — муж Пунь, наёмный работник, японский шпион
- Таяма Риокицци — японский купец и промышленник
- Борис Григорьевич Масютин — профессор
- Елена Петровна Пулкова (Алёнка) — аспирантка

## Влияние
В 1960-х годах водолазами-любителями из клуба "Ихтиандр" был реализован первый проект советского подводного дома Ихтиандр-66.